# Пикродендровые
Пикродендровые (лат. Picrodendraceae) — семейство двудольных растений, распространённых в тропиках и субтропиках всех континентов, кроме Евразии. Согласно Системе классификации APG III (2009), семейство входит в состав порядка Мальпигиецветные.
По состоянию на 2010 год, общее число родов — 24 или 25, общее число видов — 96.

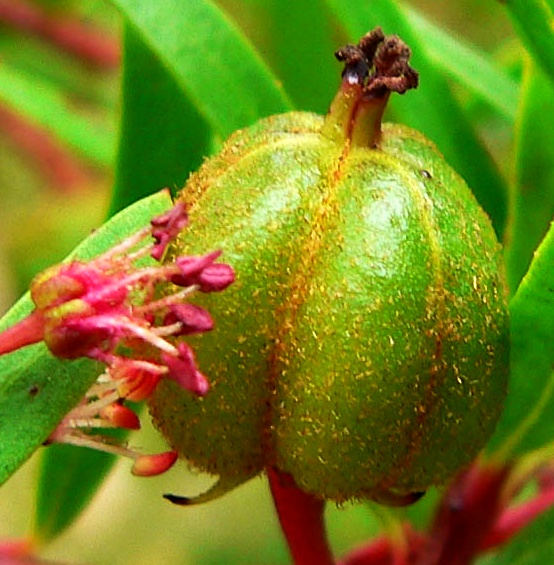
Tetracoccus dioicus. Цветок и ягода крупным планом

## Распространение
Растения этого семейства встречаются в тропиках Северной и Южной Америки, в континентальной Африке, на Мадагаскаре, в Новой Гвинее, Австралии, Новой Каледонии.

## Биологическое описание
Представители семейства — деревья и кустарники.
Для многих представителей семейства характерны зубчатые супротивно расположенные листья с перистым жилкованием, также характерно наличие на листьях желёз.
У большинства видов семейства наблюдается мирмекохория.

## Использование
- Из растений вида Dissiliaria balghioides австралийские аборигены изготавливают бумеранги[4].
- Древесина деревьев вида Олдфилдия африканская (Oldfieldia africana) ценится в кораблестроении, служит предметом экспорта[4].

## Классификация

### История классификации
Семейство Picrodendraceae ранее рассматривалось как подсемейство Oldfieldioideae в составе семейства Молочайные (Euphorbiaceae). Ещё раньше роды, входящие в состав семейства, включались в подсемейство Phyllanthoideae семейства Молочайные (сейчас семейство Филлантовые также является самостоятельным).
В каждом гнезде завязи у представителей семейства находятся два семязачатка (в отличие от представителей молочайных, у которых в гнёздах завязи по одному семязачатку). Ещё одно отличие пикродендровых от молочайных — отсутствие млечного сока.
В синонимику семейства входят следующие названия:
- Androstachyaceae Airy Shaw
- Micrantheaceae J.Agardh
- Paivaeusaceae A.Meeuse
- Pseudanthaceae Endl.

### Роды
Полный список родов семейства по данным сайта GRIN с указанием некоторых синонимов:
- Allenia Ewart = Micrantheum Desf.
- Androstachys Prain
- Aristogeitonia Prain
- Austrobuxus Miq.
- Buraeavia Baill. = Austrobuxus Miq.
- Bureaua Kuntze = Austrobuxus Miq.
- Caletia Baill. = Micrantheum Desf.
- Canaca Guillaumin
- Cecchia Chiov. = Oldfieldia Benth. & Hook.
- Celaenodendron Standl. = Piranhea Baill.
- Choriceras Baill.
- Choriophyllum Benth. = Austrobuxus Miq.
- Chorizotheca Müll.Arg. = Pseudanthus Sieber ex A.Spreng.
- Chrysostemon Klotzsch = Pseudanthus Sieber ex A.Spreng.
- Dissiliaria F.Muell. ex Baill. — Диссилиария. Род из Австралии.
- Halliophytum I.M.Johnst. = Tetracoccus Engelm. ex Parry
- Hyaenanche Lamb.
- Kairothamnus Airy Shaw
- Longetia Baill.
- Micrantheum Desf.
- Mischodon Thwaites
- Neoroepera Müll.Arg. & F.Muell.

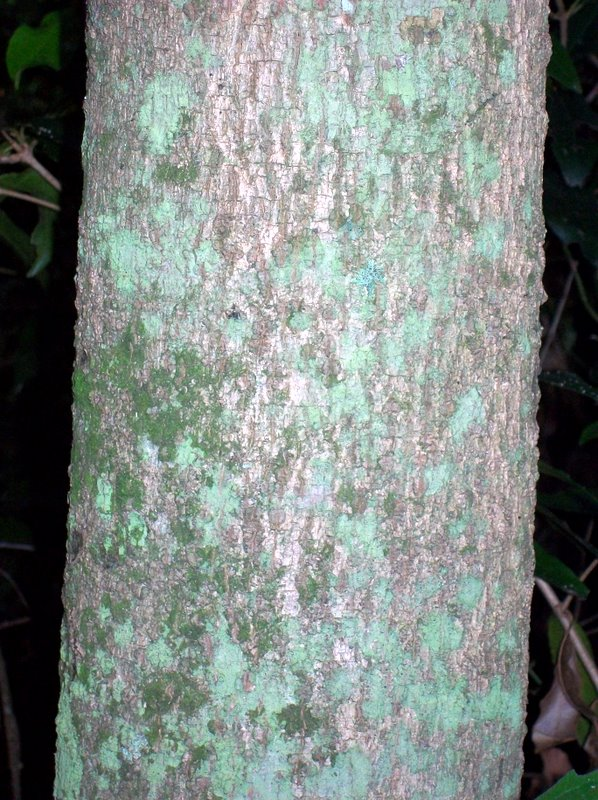
Ствол Austrobuxus swainii

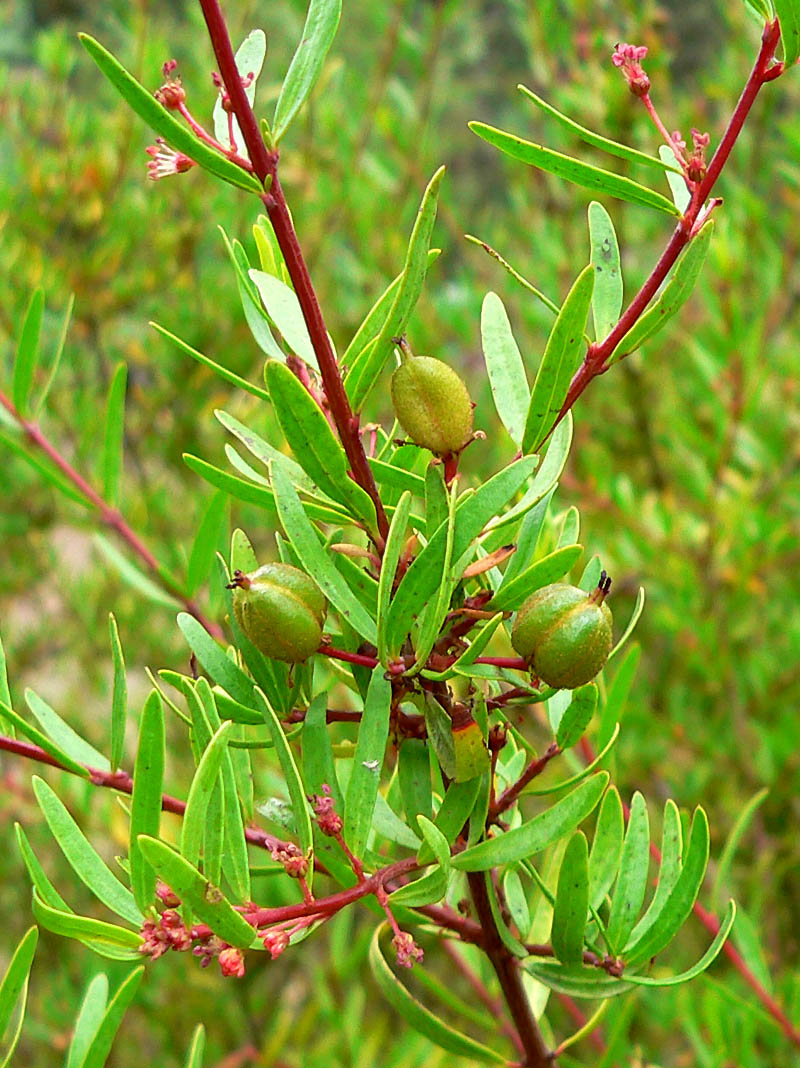
Tetracoccus dioicus с плодами

- Oldfieldia Benth. & Hook. — Олдфилдия. Род деревьев из Африки.
- Paivaeusa Welw. = Oldfieldia Benth. & Hook.
- Paragelonium Leandri = Aristogeitonia Prain
- Parodiodendron Hunz.
- Petalostigma F.Muell.
- Picrodendron Griseb. typus — Пикродендрон. Род растений, распространённых на Карибских островах.
- Piranhea Baill.
- Podocalyx Klotzsch
- Pseudanthus Sieber ex A.Spreng.
- Sankowskya P.I.Forst. Монотипный род, эндемик Австралии. Назван в честь австралийского ботаника Gary Sankowsky, который в 1989 году открыл новый вид деревьев, позже получивший название Sankowskya stipularis[6].
- Scagea McPherson
- Stachyandra J.-F.Leroy ex Radcl.-Sm.
- Stachystemon Planch. = Pseudanthus Sieber ex A.Spreng.
- Tetracoccus Engelm. ex Parry
- Toxicodendrum Thunb. = Hyaenanche Lamb.
- Voatamalo Capuron ex Bosser
- Whyanbeelia Airy Shaw & B.Hyland
- Xylococcus R.Br. ex Britten & S.Moore = Petalostigma F.Muell.